# Steatocranus tinanti
Steatocranus tinanti (Synonym: Leptotilapia tinanti) ist eine Buntbarschart, die im Pool Malebo und in den Stromschnellen des unteren Kongos vorkommt.

## Merkmale
Männchen von Steatocranus tinanti erreichen eine Länge von bis zu 15 cm, Weibchen bleiben mit 10 cm deutlich kleiner. Die Art ist ein sehr schlanker und langgestreckter Vertreter der Gattung Steatocranus und weist zusammen mit dem aus der Aquaristik bekannten Buckelkopfbuntbarsch (Steatocranus casuarius) den deutlichsten Geschlechtsdimorphismus auf. Die Männchen entwickeln einen Stirnbuckel, der mit zunehmendem Alter immer größer wird und besitzen ein stark wuchtiges Maul. Bei beiden Geschlechtern sind Rücken- und Afterflosse im weichstrahligen abschnitt deutlich ausgezogen. Der Schwanzstiel ist lang; die große Schwanzflosse ist länglich.
Steatocranus tinanti ist meist einheitlich grau oder olivgelb gefärbt, gelegentlich zeigen sie zwei dunkle Längsbinden oder 4 oder 5 Querbinden an den Körperseiten. Die Flossen sind grau, bräunlich oder farblos. In der Mitte der Rückenflosse befindet sich manchmal ein dunkler Bereich.
- Flossenformel: Dorsale XXI–XXII/7–8, Anale III/6–7.[3]
- Schuppenformel: mLR 33–34, SL 21–22/9–12.[3]

## Lebensweise
Steatocranus tinanti ist eine strömungsliebende Art und ein Höhlenbrüter sein, der eine Vater-Mutter-Familie bildet. Pro Geleg schlüpfen bis zu 100 Jungfische.

## Belege
1. 1 2  Steatocranus tinanti auf Fishbase.org (englisch)
2. 1 2 3 4  Anton Lamboj: Die Cichliden des westlichen Afrikas. Verlag: Natur und Tier, 2006, ISBN 386-659000-8, Seite 62.
3. 1 2 3 4  Günther Sterba: Süsswasserfische der Welt, Urania-Verlag, 1990, ISBN 3-332-00109-4, Seite 805.